# Liste der Stolpersteine in Hürth
Die Liste der Stolpersteine in Hürth führt die vom Künstler Gunter Demnig verlegten Stolpersteine in Hürth, Nordrhein-Westfalen, auf. Die Liste der Stolpersteine beruht auf den Daten, die auf der Website der Stadt Hürth verzeichnet sind, zum Teil ergänzt um weitere Informationen. Insgesamt verlegte Demnig in den Jahren 2008 und 2009 auf Initiative des Ernst-Mach-Gymnasiums Hürth 32 Stolpersteine zur Erinnerung an ehemalige Hürther Bürgerinnen und Bürger, die unter dem nationalsozialistischen Regime zwischen 1940 und 1945 ermordet wurden.
| Bild                                                                  | Name sowie Details zur Inschrift | Adresse                                                                                              | Zusätzliche Informationen |
| --------------------------------------------------------------------- | --- | --- | --- |
| Stolperstein für Johann Bauer (Pützstraße 11)                         | Johann Bauer, (Jahrgang 1891) 'Schutzhaft' 1933 Verhaftet 1944 Buchenwald Sachsenhausen Ermordet 28. April 1945 KZ Sandbostel              | Kendenich: Pützstraße 11 (Standort)                                                                  | Der Stolperstein erinnert an Johann Baptist Bauer, geboren am 20. November 1891 in Merzig. Der Fabrikarbeiter Johann Bauer war mit Anna Wilkens verheiratet, gemeinsam hatten sie zwei Söhne (Josef, geb. 1917 und Heinz, geb. 1919; gest. 1921). Bei den Ribbertwerken in Kendenich/Hermülheim war er im Betriebsrat tätig und leitete die Ortsgruppe der KPD in Kendenich. Seit 1931 vertrat er seine Partei im Hürther Gemeinderat. Am 1. März 1933 wurde er verhaftet und bis zum 2. Oktober 1933 in der Kölner Haftanstalt Klingelpütz in so genannter „Schutzhaft“ gefangen gehalten. Am 13. September 1944 wurde er erneut verhaftet und am 18. November 1944 von der Kölner Gestapo in das KZ Buchenwald eingeliefert. Über das KZ Sachsenhausen und das KZ Neuengamme wurde er im April 1945 auf einem Todesmarsch in das Stammlager X B bei Sandbostel getrieben. Dort starb er am 28. April 1945. Stadt Hürth: Biografie |
| Stolperstein für Josephine Berg (Waldweg Brunnenstraße)               | Josephine Berg, geb. Kaufmann (Jahrgang 1885) Deportiert 1942 Ermordet                                                                     | Alstädten-Burbach: Hauptstr. 89 heute Brunnenstr. (Verlegestelle: Waldwegekreuzung) (Standort)       | Der Stolperstein erinnert an Josephine Berg (geborene Kaufmann), geboren am 28. Dezember 1885 in Alt-Hürth. Josephine Kaufmann war mit dem Metzger und Viehhändler Ludwig Berg verheiratet, gemeinsam hatten sie zwei Töchter (Henriette, geb. 1917 und Hilde, geb. 1921), die beide 1939 nach England flüchten konnten. Im Juli 1941 mussten die Bergs in das „Ghettohaus“ in der Großen Ölbruchstraße 29 ziehen. Von dort aus wurden sie am 14. Juni 1942 über den Bahnhof Deutz-Tief in das Ghetto Theresienstadt deportiert, dort verliert sich ihre Spur... Stadt Hürth: Biografie |
| Stolperstein für Ludwig Berg (Waldweg Brunnenstraße)                  | Ludwig Berg (Jahrgang 1880) Deportiert 1942 Theresienstadt Ermordet                                                                        | Alstädten-Burbach: Hürther Str. 89 heute Brunnenstr. (Verlegestelle: Waldwegkreuzung) (Standort)     | Der Stolperstein erinnert an Ludwig Berg, geboren am 10. August 1880 in Alstätten. Der Metzger und Viehhändler Ludwig Berg war mit Josephine Kaufmann verheiratet, gemeinsam hatten sie zwei Töchter (Henriette, geb. 1917 und Hilde, geb. 1921), die beide 1939 nach England flüchten konnten. Der Vorsteher der Hürther Synagogengemeinde wurde am 10. November 1938 verhaftet und in das KZ Dachau verschleppt. Am 13. Dezember 1938 wurde er von dort aus wieder entlassen. Im Juli 1941 mussten die Bergs in das „Ghettohaus“ in der Großen Ölbruchstraße 29 ziehen. Von dort aus wurden sie am 14. Juni 1942 über den Bahnhof Deutz-Tief in das Ghetto Theresienstadt deportiert, dort verliert sich ihre Spur... Stadt Hürth: Biografie |
| Stolperstein für Johann Brandl (Bertramsjagdweg 218)                  | Johann Brandl (Jahrgang 1894) Verhaftet 1933 + 44 Sachsenhausen Ermordet 13. Oktober 1944                                                  | Berrenrath: Bertramsjagdweg 218 (Verlegestelle: Wendelinusplatz am Wendelinusbrunnen) (Standort)     | Der Stolperstein erinnert an Johann Brandl, geboren am 21. Juli 1894 in Runding. Johann Brandl war mit Therese Klement verheiratet, gemeinsam hatten sie zwei Söhne (Karl und Engelbert). Als Kommunist war Johann Brandl im Betriebsrat der Roddergrube in Knapsack tätig und für die KPD als Kommunalpolitiker in den Gemeinderäten von Hürth und Berrenrath aktiv. Vom 1. März 1933 bis zum 31. Juli 1933 wurde er im Kölner Klingelpütz inhaftiert. Im September 1944 wurde er erneut festgenommen und in das Messelager Köln-Deutz transportiert. Von dort aus wurde er am 12. September 1944 er in das KZ Sachsenhausen deportiert. Dort starb er, nach Angabe der SS-Lagerkommandantur, am 13. Oktober 1944 im Krankenrevier. Stadt Hürth: Biografie |
| Stolperstein für Chaim Erder (Villenstraße 31)                        | Chaim Erder (Jahrgang 1922) Flucht 1933 Spanien 1937 Frankreich Verhaftet 1942 Deportiert 1943 Ermordet in Auschwitz                       | Berrenrath: Villenstr. 31 (Verlegestelle: Wendelinusplatz am Wendelinusbrunnen) (Standort)           | Der Stolperstein erinnert an Chaim Erder, geboren am 16. April 1922. Vertreibung und Flucht nach Spanien 1933. Deportiert Auschwitz 11. Februar 1943 Stadt Hürth: Biografie |
| Stolperstein für Maita Erder (Villenstraße 31)                        | Maita Erder, geb. Szteynbaum (Jahrgang 1892) Flucht 1933 Spanien 1937 Frankreich Deportiert 1942 Ermordet in Auschwitz                     | Berrenrath: Villenstr. 31 (Verlegestelle: Wendelinusplatz am Wendelinusbrunnen) (Standort)           | Der Stolperstein erinnert an Maita Erder, geboren am 26. September 1892 in Polen. Vertreibung und Flucht nach Spanien 1933. Deportiert Auschwitz 3. August 1942 Stadt Hürth: Biografie |
| Stolperstein für Simcha Erder (Villenstraße 31)                       | Simcha Erder (Jahrgang 1891) Flucht 1933 Spanien 1937 Frankreich Deportiert 1942 Auschwitz Ermordet 10. Oktober 1942                       | Berrenrath: Vilenstr. 31 (Verlegestelle: Wendelinusplatz am Wendelinusbrunnen) (Standort)            | Der Stolperstein erinnert an Simcha Mejlech Erder, geboren am 26. Mai 1891 in Polen. Vertreibung und Flucht nach Spanien 1933. Deportiert Auschwitz 31. Juli 1942. Ermordet am 10. Oktober 1942 in Auschwitz Stadt Hürth: Biografie |
| Stolperstein für Fritz Heidt (Severinusstraße 32)                     | Fritz Heidt (Jahrgang 1887) Deportiert 1942 Erschossen 24. Juli 1942 bei Minsk                                                             | Hermülheim: Kirchstr. 33 heute Severinusstr. 32 (Standort)                                           | Der Stolperstein erinnert an Friedrich (Fritz) Heidt, geboren am 24. Januar 1887 in Hermülheim. Der Metzger Friedrich Heidt war mit Henriette (Henni) Schönfeld verheiratet. Das Paar hatte zwei Kinder, Richard Max (geb. 1923) und Karoline Hilde (geb. 1925). Bereits vor den Novemberpogromen 1938 war Fritz Heidt gezwungen, seine Metzgerei an einen „arischen“ Fleischer zu verpachten. Am 10. November 1938 wurde die Wohnung der Familie Heidt in der Kirchstraße (heute Severinusstraße) verwüstet und Fritz Heidt verhaftet und ins KZ Dachau verschleppt. Dort war er vom 15. November bis 13. Dezember 1938 inhaftiert. Anfang Juli 1941 musste die Familie Heidt die Wohnung verlassen und in das „Ghettohaus“ in Großen Ölbruchstraße 29 in Alt-Hürth ziehen. Am 19. Juli 1942 wurden sie zum Bahnhof Köln-Deutz verbracht und am 20. Juli 1942 mit dem VI. Transport ab Köln nach Minsk deportiert. Fritz Heidt wurde, wie alle Juden dieses Transportes, unmittelbar nach der Ankunft des Transportes in Maly Trostinec am 24. Juli 1942 ermordet. Stadt Hürth: Biografie |
| Stolperstein für Henriette Heidt (Severinusstraße 32)                 | Henriette Heidt, geb. Schönfeld (Jahrgang 1902) Deportiert 1942 Erschossen 24. Juli 1942 bei Minsk                                         | Hermülheim: Kirchstr. 33 heute Severinusstr. 32 (Standort)                                           | Der Stolperstein erinnert an Henriette Heidt (geborene Schönfeld), geboren am 25. Mai 1902 in Köln. Nach der Heirat mit dem Metzger Friedrich Heidt wohnte das Ehepaar zunächst in Köln und zog Ende der 1920er Jahre nach Hermülheim in die Kirchstraße 33. Das Ehepaar hatte zwei Kinder, Richard Max (geb. 1923) und Karoline Hilde (geb. 1925). Im Rahmen der Novemberpogrome 1938 wurde auch die Wohnung der Familie Heidt verwüstet. Kurz vor der Deportation der Familie nach Weißrussland wurde sie Anfang Juli 1942 gezwungen, ihre Wohnung in Hermülheim zu verlassen und gemeinsam mit den verbliebenen Hürther Juden ein „Ghettohaus“ in Alt-Hürth zu beziehen. Am 19. Juli 1942 wurde Henriette Heidt mit ihrem Ehemann und ihren Kindern zum Bahnhof Köln-Deutz verbracht und am 20. Juli 1942 mit dem VI. Transport ab Köln nach Minsk deportiert. Henriette Heidt wurde unmittelbar nach der Ankunft des Transportes nahe Minsk, in Maly Trostinec am 24. Juli 1942 ermordet. Stadt Hürth: Biografie |
| Stolperstein für Karoline Heidt (Severinusstraße 32)                  | Karoline Heidt (Jahrgang 1925) Deportiert 1942 Erschossen 24. Juli 1942 bei Minsk                                                          | Hermülheim: Kirchstr. 33 heute Severinusstr. 32 (Standort)                                           | Der Stolperstein erinnert an Karoline Hilde Heidt, geboren am 17. Mai 1925 in Köln. Karoline Hilde Heidt war das jüngste Kind des Ehepaars Friedrich und Henriette Heidt. Bis zu ihrer Deportation arbeitete sie als Haushaltshilfe. Gemeinsam mit ihrer Familie wurde Karoline Heidt im Juli 1942 gezwungen in das „Ghettohaus“ Große Ölbruchstraße 29 nach Alt-Hürth zu ziehen. Am 19. Juli 1942 wurde sie mit ihrer Familie zum Bahnhof Köln-Deutz verbracht und am 20. Juli 1942 mit dem VI. Transport ab Köln nach Minsk deportiert. Karoline Heidt wurde unmittelbar nach der Ankunft des Transportes in der Nähe von Minsk, in Maly Trostinec, am 24. Juli 1942 ermordet. Stadt Hürth: Biografie |
| Stolperstein für Richard Heidt (Severinusstraße 32)                   | Richard Heidt (Jahrgang 1923) Deportiert 1942 Erschossen 24. Juli 1942 bei Minsk                                                           | Hermülheim: Kirchstr. 33 heute Severinusstr. 32 (Standort)                                           | Der Stolperstein erinnert an Richard Max Heidt, geboren am 18. Oktober 1923 in Köln. Richard Heidt war das älteste Kind des Ehepaars Friedrich und Henriette Heidt. Gemeinsam mit seiner Familie wurde Richard Heidt im Juli 1942 gezwungen in das „Ghettohaus“ Große Ölbruchstraße 29 nach Alt-Hürth zu ziehen. Am 19. Juli 1942 wurde er mit seiner Familie zum Bahnhof Köln-Deutz verbracht und am 20. Juli 1942 mit dem VI. Transport ab Köln nach Minsk deportiert. Richard Heidt wurde unmittelbar nach der Ankunft des Transportes in der Nähe von Minsk, in Maly Trostinec, am 24. Juli 1942 ermordet. Stadt Hürth: Biografie |
| Stolperstein für Isidor Kaufmann (Pastoratstraße 7)                   | Isidor Kaufmann (Jahrgang 1894) Flucht 1938 Belgien Interniert Frankreich Deportiert 1942 Aus Drancy Ermordet 17. September 1942 Auschwitz | Alt-Hürth: Pastoratstr. 7 (Standort)                                                                 | Der Stolperstein erinnert an Isidor Kaufmann, geboren am 25. Dezember 1894 in Hürth. verschollen Auschwitz Stadt Hürth: Biografie |
| Stolperstein für Regina Kaufmann (Pastoratstraße 7)                   | Regina Kaufmann, geb. Scheuer (Jahrgang 1861) Deportiert 1942 Theresienstadt Ermordet 2. September 1942                                    | Alt-Hürth: Pastoratstr. 7 (Standort)                                                                 | Der Stolperstein erinnert an Regina Kaufmann (geborene Scheuer), geboren am 11. März 1861 in Gelnhausen. Deportation nach Theresienstadt am 16. Juni 1942 Stadt Hürth: Biografie |
| Stolperstein für Wilhelm Kox (Matthiasstraße 4)                       | Wilhelm Kox (Jahrgang 1900) Im Widerstand Mehrmals verhaftet Zuletzt 16. September 1939 Hingerichtet 10. August 1940 Berlin-Plötzensee     | Alt-Hürth: Matthiasstr. 4 (Standort)                                                                 | Der Stolperstein erinnert an Wilhelm Kox, geboren am 8. November 1900 in Aachen. Der gelernte Metzger Wilhelm Kox war seit 1926 mit Adolfine Stammen verheiratet. Der gemeinsame Sohn Wilhelm wurde 1926 geborenen. 1919 kam er nach Hürth und arbeitete als Schlosser auf der Braunkohlegrube Vereinigte Ville. 1920 trat er der KPD bei und wurde Parteifunktionär. 1924 wurde er Vertrauensmann des Deutschen Metallarbeiterverbandes und seit 1929 war er im Hürther Gemeinderat aktiv. Ende 1930 wurde Kox im Unterbezirk Koblenz hauptberuflicher Parteifunktionär der KPD und ging 1931 zum Studium an die Internationale Lenin-Schule nach Moskau. 1933 kehrte er nach Deutschland zurück und baute gemeinsam mit Herbert Wehner eine illegale Landesleitung der KPD auf. Später lebte und wirkte er im Saarland, in Paris und Prag. Seit 1935 gab es mehrere Parteiuntersuchungen gegen ihn wegen des Vorwurfes der „Sabotage der Parteiarbeit“. Im Mai 1936 wurde ihm durch das Zentralkomitee der KPD mitgeteilt, dass er aus der Partei ausgeschlossen worden sei. Er kehrte nach Deutschland zurück, wo er mehrmals verhaftet wurde, zuletzt am 16. September 1939 wegen des Verdachts, dass er im Nachrichtendienst der Tschechoslowakei tätig gewesen sei. Am 20. März 1940 wurde Kox vom 2. Senat des Volksgerichtshofes zum Tode verurteilt. Die Hinrichtung erfolgte am 10. August 1940 in der Strafanstalt Berlin-Plötzensee mit dem Fallbeil. Stadt Hürth: Biografie |
| Stolperstein für Karl Lauer (Leopold-Freter-Straße 16)                | Karl Lauer (Jahrgang 1901) Verhaftet 9. Juli 1938 'Heimtückegesetz' Erschossen 12. April 1945 KZ Aschendorfermoor                          | Efferen: Leopold-Freter-Str. 16 (Standort)                                                           | Der Stolperstein erinnert an Karl Lauer, geboren am 24. Januar 1901 in Rohnfeld (Ostpreußen). Der Postschaffner Karl Lauer war mit Minna Sacht verheiratet, gemeinsam hatten sie drei Kinder. Seit 1933 arbeitete er in Köln. Weil er „oppositionelle“ und „staatsfeindliche“ Flugblätter verfasst haben soll und diese versucht hatte zu verbreiten wurde er am 14. Juli 1938 verhaftet und am 30. Januar 1939 von einem Sondergericht in Köln zu sechs Monaten Gefängnis verurteilt. Nach der Verurteilung wurde er sofort an die Gestapo überstellt. Kurz vor Kriegsende, am 12. April 1945, wurden er und 120 Mitgefangene im KZ Aschendorfermoor mit einem Flakgeschütz erschossen und in einem Massengrab verscharrt. Stadt Hürth: Biografie |
| Stolperstein für Albert Levy (Fuchsstraße 14)                         | Albert Levy (Jahrgang 1865) Deportiert 1942 Theresienstadt Tot 12. April 1943                                                              | Kendenich: Fuchsstr. 14 (Standort)                                                                   | Der Stolperstein erinnert an Albert Levy, geboren am 19. Juni 1865 in Kendenich. Der Viehhändler und Metzger Albert Levy war mit Amalie Dach (1863–1921) verheiratet, gemeinsam hatten sie vier Kinder (Moritz, geb. 1897, Jakob, geb. 1900, Jenny, geb. 1902 und Hermann, geb. 1903). Alle vier Kinder konnten in die USA emigrieren. Albert Levy zog am 17. Februar 1937 nach Köln. 1938 verkaufte er das Haus der Familie in der Fuchstraße 14 in Kendenich. Aus dem „Ghettohaus“ Beethovenstraße 16 in Köln wurde er am 15. Juni 1942 mit dem ersten Kölner Transport (III/1) in das Ghetto Theresienstadt deportiert. Dort starb er am 12. April 1943. Stadt Hürth: Biografie |
| Stolperstein für Albert Levy (Fischenicher Straße 56)                 | Albert Levy (Jahrgang 1894) Deportiert 1942 Erschossen 24. Juli 1942 bei Minsk                                                             | Kendenich: Fischenicher Str. 56 (Standort)                                                           | Der Stolperstein erinnert an Albert Levy, geboren 1894. Stadt Hürth: Biografie |
| Stolperstein für Arthur Levy (Fischenicher Straße 56)                 | Arthur Levy (Jahrgang 1896) Deportiert 1942 Erschossen 24. Juli 1942 bei Minsk                                                             | Kendenich: Fischenicher Str. 56 (Standort)                                                           | Der Stolperstein erinnert an Arthur Levy, geboren am 18. August 1896 in Kendenich. Deportiert Minsk am 20. Juli 1942. Erschossen am 24. Juli 1942 Stadt Hürth: Biografie |
| Stolperstein für Herbert Levy (Fischenicher Straße 56)                | Herbert Levy (Jahrgang 1924) Deportiert 1942 Erschossen 24. Juli 1942 bei Minsk                                                            | Kendenich: Fischenicher Str. 56 (Standort)                                                           | Der Stolperstein erinnert an Herbert Levy, geboren am 13. September 1924 in Köln. Deportiert Minsk am 20. Juli 1942. Erschossen am 24. Juli 1942 Stadt Hürth: Biografie |
| Stolperstein für Sybilla Levy (Fischenicher Straße 56)                | Sybilla Levy, geb. Heidt (Jahrgang 1862) Deportiert 1942 Theresienstadt Tot am 8. August 1942                                              | Kendenich: Fischenicher Str. 56 (Standort)                                                           | Der Stolperstein erinnert an Sybilla Levy, geboren am 22. Dezember 1862 in Fischenich. Deportiert Theresienstadt / Terezin am 16. Juni 1942. Tot am 8. Juli 1942 Ghetto Theresienstadt Stadt Hürth: Biografie |
| Stolperstein für Werner Levy (Fischenicher Straße 56)                 | Werner Levy (Jahrgang 1929) Deportiert 1942 Erschossen 24. Juli 1942 bei Minsk                                                             | Kendenich: Fischenicher Str. 56 (Standort)                                                           | Der Stolperstein erinnert an Werner Levy, geboren am 6. März 1929 in Köln. Deportiert Minsk am 20. Juli 1942. Erschossen am 24. Juli 1942 Stadt Hürth: Biografie |
| Stolperstein für Wilhelmine Minchen Levy (Fischenicher Straße 56)     | Wilhelmine Levy, geb. Kaufmann (Jahrgang 1896) Deportiert 1942 Erschossen 24. Juli 1942 bei Minsk                                          | Kendenich: Fischenicher Str. 56 (Standort)                                                           | Der Stolperstein erinnert an Wilhelmine (Minchen) Levy, geboren am 16. August 1896 in Gundorf. Deportiert Minsk am 20. Juli 1942. Erschossen am 24. Juli 1942 Stadt Hürth: Biografie |
| Stolperstein für Johanna Löwenstein (Schmittenstraße, Bushaltestelle) | Johanna Löwenstein (Jahrgang 1888) Deportiert 1941 Łódź Ermordet Chelmno 3. Mai 1942 Chelmno                                               | Fischenich: Schmittenstr. (Verlegestelle: an der Bushaltestelle – gegenüber Haus-Nr. 137) (Standort) | Der Stolperstein erinnert an Johanna Löwenstein (geborene Heidt), geboren am 10. September 1888 in Fischenich. Johanna Löwenstein war die Tochter von Jakob und Rebekka Heidt (geborene Erlich). Johanna Löwenstein wurde am 30. Oktober 1941 in das Ghetto Litzmannstadt deportiert. Im Mai 1942 wurde sie in das Vernichtungslager Kulmhof verlegt, dort verliert sich ihre Spur... Im Gaslastwagen in Chelmno am 3. Mai 1942 ermordet. Stadt Hürth: Biografie |
| Stolperstein für Sigismund Miller (Am Clementinenhof 4)               | Sigismund Miller (Jahrgang 1894) Deportiert 1943 Auschwitz Ermordet 25. Januar 1943                                                        | Alt-Hürth: Am Clementinenhof 4 (Standort)                                                            | Der Stolperstein erinnert an Sigismund Miller, geboren am 20. August 1894 in Stanislau. Der polnische Jude Sigismund Miller kam während des Ersten Weltkrieges als russischer Kriegsgefangener zunächst nach Österreich und arbeitete seit 1919 als Arbeiter beim Goldenbergwerk in Knapsack. 1924 konvertierte er zum alt-katholischen Glauben und heiratete 1926 die katholische Arbeiterin Anna Maria Satke aus Bonn. 1929 wurde Sohn Karl Wilhelm geboren. Am 17. Dezember 1938 übersiedelte die Familie nach Hamburg. Sigismund Miller flüchtete später nach Belgien. Anfang 1943 wurde er mit dem Transport XVIII aus dem SS-Sammellager Mecheln nach Auschwitz deportiert. Dort starb er am 25. Januar 1943. Stadt Hürth: Biografie |
| Stolperstein für Ida Nathan (Große Ölbruchstraße 29)                  | Ida Nathan, geb. Rosenberg (Jahrgang 1876) Deportiert 1942 Theresienstadt Ermordet                                                         | Alt-Hürth: Große Ölbruchstr. 29 (Standort)                                                           | Der Stolperstein erinnert an Ida Nathan (geborene Rosenberg), geboren am 2. April 1876 in Horneburg. Ida Nathan war die Tochter von Philipp und Ester Rosenberg. Ida Nathan wurde am 15. Juni 1942 mit dem ersten Kölner Transport (III/1) in das Ghetto Theresienstadt deportiert, von dort aus am 19. September 1942 in das Vernichtungslager Treblinka. Stadt Hürth: Biografie |
| Stolperstein für Luise Nathan (Große Ölbruchstraße 29)                | Luise Nathan (Jahrgang 1904) Deportiert 1942 Ermordet                                                                                      | Alt-Hürth: Große Ölbruchstr. 29 (Standort)                                                           | Der Stolperstein erinnert an Luise Nathan, geboren am 8. Oktober 1904 in Hürth. Luise Nathan war die Tochter von Ida Nathan. Luise Nathan wurde am 15. Juni 1942 deportiert. Das Deportationsziel ist bisher nicht eindeutig bekannt, vermutlich kam sie in das Vernichtungslager Sobibor. Das Haus in der Großen Ölbruchstraße 29 diente der NS ab 1941 als Hürther Judenhaus Stadt Hürth: Biografie |
| Stolperstein für Max Neugebauer (Luxemburger Straße 87)               | Max Neugebauer (Jahrgang 1896) Verhaftet 26. November 1944 Befreit Tot 16. April 1945 Haftfolgen                                           | Efferen: Luxemburger Str. 87 (Standort)                                                              | Der Stolperstein erinnert an Max Neugebauer, geboren am 7. März 1896 in Köln. Der Schuhmacher Max Neugebauer war mit der Jüdin Alice Heydt verheiratet, Tochter Ilse wurde 1926 geboren. Alice und Max Neugebauer waren beide bis 1933 aktive Sozialdemokraten. Alice und Ilse Neugebauer erhielten im September 1944 die Aufforderung, sich im Sammellager Müngersdorf einzufinden. Sie fanden Unterschlupf bei einer Familie die der KPD und dem Nationalkomitee Freies Deutschland nahestand. Am 24. November 1944 wurde die Widerstandsgruppe im Hause Sülzgürtel 8 verhaftet und die Familie Neugebauer wurde über das Lager der Abtei Brauweiler in das Zuchthaus Siegburg verschleppt. Alice und Ilse überlebten den Holocaust. Max Neugebauer starb in einem Hilfskrankenhaus in Albshausen am 16. April 1945 nur wenige Tage nach seiner Befreiung an Fleckfieber, welches er sich in der Haft zugezogen hatte. Am Haus Sülzgürtel 8 in Köln erinnert eine Gedenktafel an die Widerstandsgruppe. Stadt Hürth: Biografie |
| Stolperstein für Albert Pung (Weierstraße 17)                         | Albert Pung (Jahrgang 1894) Verhaftet 13. April 1944 Befreit Tot 11. August 1945 Haftfolgen                                                | Alt-Hürth: Knapsacker Str. 40 heute Weierstr. 17 (Standort)                                          | Der Stolperstein erinnert an Albert Pung, geboren am 17. Dezember 1894 in Ettringen (Landkreis Mayen-Koblenz). Der katholische Schreiner Albert Pung war seit dem 21. Dezember 1920 mit der Jüdin Pauline Nathan verheiratet, gemeinsam hatten sie zwei Söhne (Josef, geb. 1924 und Erich, geb. 1927). Sohn Erich lebte, seit etwa 1941, wegen einer Körperbehinderung in einem Heim. Die Familie Pung wurde 1944 verhaftet und in das Sammellager Müngersdorf verschleppt. Sohn Josef wurde in ein Arbeitslager in Sachsen und Pauline Pung in das KZ Sachsenhausen deportiert. Beide überlebten den Holocaust. Albert Pung musste das Rheinland verlassen und erkrankte in Lemgo, dort verstarb er am 11. August 1945. Stadt Hürth: Biografie |
| Stolperstein für Jakob Sassen (Duffesbachstraße 19)                   | Jakob Sassen (Jahrgang 1881) Deportiert 1942 Theresienstadt Ermordet                                                                       | Alt-Hürth: Matthiasstr. 31 heute Duffesbachstr. 19 (Standort)                                        | Der Stolperstein erinnert an Jakob Sassen, geboren am 6. April 1881 in Hülchrath. Der Arbeiter Jakob Sassen war seit 1928 mit Antonie (genannt Toni) Katzenberg verheiratet. Er arbeitete in der Stickstofffabrik Knapsack (heute Chemiepark Knapsack). Am 6. Januar 1939 zog das Ehepaar in das „Ghettohaus“ in der Kölner Cäcilienstraße 18–22. Jakob Sassen wurde am 15. Juni 1942 mit dem Transport III/1 vom Bahnhof Deutz-Tief in das Ghetto Theresienstadt deportiert, Dort starb er am 2. März 1944. Stadt Hürth: Biografie |
| Stolperstein für Toni Sassen (Duffesbachstraße 19)                    | Toni Sassen, geb. Katzenberg (Jahrgang 1873) Eingewiesen 'Heilanstalt' Bendorf-Sayn Tot 5. Februar 1942                                    | Alt-Hürth: Matthiasstr. 31 heute Duffesbachstr. 19 (Standort)                                        | Der Stolperstein erinnert an Antonie (Toni) Sassen (geborene Katzenberg), geboren am 27. Dezember 1873 in Grebenstein. Antonie Katzenberg war seit 1928 mit dem Chemiearbeiter Jakob Sassen verheiratet. Am 6. Januar 1939 zog das Ehepaar in das „Ghettohaus“ in der Kölner Cäcilienstraße 18–22. Während ihr Ehemann am 15. Juni 1942 nach Theresienstadt deportiert wurde, wurde sie in die Jüdischen Heil- und Pflegeanstalt Bendorf / Sayn eingewiesen. Dort starb sie am 5. Februar 1942. Stadt Hürth: Biografie |
| Stolperstein für Gerhard Schwartz (Rodderstraße 23)                   | Gerhard Schwartz, (Jahrgang 1875) Seit 1893 in mehreren Heilanstalten 'verlegt' 8.3.1940 Brandenburg/Havel Ermordet 8.3.1940 Aktion T4     | Stotzheim (Hürth): Rodderstraße 23 (Standort)                                                        | Der Stolperstein erinnert an Gerhard Schwartz, geboren 1875 in Stotzheim. Im Zuge der Pubertät bildete sich bei ihm eine Schizophrenie heraus, die damals noch fälschlich als vorzeitige Demenz bezeichnet wurde. Er wurde vom Hürther Arzt Dr. Kürten in der Provinzial-Heil- und Pflegeanstalt (PHP) Bonn untergebracht. Diese überstellte 1899 zur Verwahrung in das Kloster Ebernach in Cochem an der Mosel und im August 1936 kam er in die PHP in Bedburg-Hau. Durch den Euthanasie-Erlass wurde er am 8. März 1940 in die Tötungsanstalt Brandenburg nach Brandenburg deportiert und noch am gleichen Tag mit Giftgas ermordet. Heute befindet sich auf dem Gelände eine Gedenkstätte für die Opfer der Euthanasie-Morde. Stadt Hürth: Biografie |
| Stolperstein für Wilhelm Stahl (Beselerstraße 69)                     | Wilhelm Stahl (Jahrgang 1898) 'Schutzhaft' 1933 Köln-Klingelpütz Verhaftet 1944 Tot 21. Oktober 1944 Köln-Deutz/Messe                      | Efferen: Beselerstr. 69 (Standort)                                                                   | Der Stolperstein erinnert an Wilhelm Stahl, geboren am 31. Mai 1898 in Katzwinkel an der Sieg. Wilhelm Stahl war seit 1929 mit Katharina Rath verheiratet, gemeinsam hatten sie zwei Söhne (Günther Heinrich, geb. 1929 und Christian Werner, geb. 1933). Wilhelm Stahl arbeitete als Maschinist beim Kraftwerk Goldenberg in Knapsack. Als Mitglied der KPD wurde er vom 20. März 1933 bis zum 29. August 1933 inhaftiert. Am 21. Oktober 1944 starb er im Messelager Köln-Deutz. Stadt Hürth: Biografie |
| Stolperstein für Peter Zingel (Ursulastraße 87)                       | Peter Zingel (Jahrgang 1883) Mehrmals verhaftet Zuletzt 15. September 1944 Tot 3. November 1944 Köln-Klingelpütz                           | Kalscheuren: Ursulastr. 87 (Standort)                                                                | Der Stolperstein erinnert an Peter Zingel, geboren am 27. Juli 1883 in Meiserich. Der Stellmacher Peter Zingel war mit Agnes Hausmann verheiratet, gemeinsam hatten sie fünf Kinder. Bei den Kölner Holzbauwerken in Kalscheuren war er als Betriebsrat tätig und war Mitglied der KPD. Bis 1931 vertrat er seine Partei im Hürther Gemeinderat. Am 24. März 1933 wurde er erstmals verhaftet und saß bis zum 24. August 1933 im Kölner Gefängnis Klingelpütz ein. Wegen des Verdachtes „illegaler Tätigkeit“ gegen die Nationalsozialisten wurde im November 1941 erneut im „Klingelpütz“ inhaftiert. Am 15. September 1944 wurde er zum dritten Mal verhaftet und in das Messelager Köln-Deutz verschleppt. Ende Oktober 1944 wurde wiederum in den „Klingelpütz“ eingeliefert, wo er am 3. November 1944 zu Tode kam. Stadt Hürth: Biografie |

An zahlreichen Stellen wurden mehrere Stolpersteine gemeinsam verlegt:

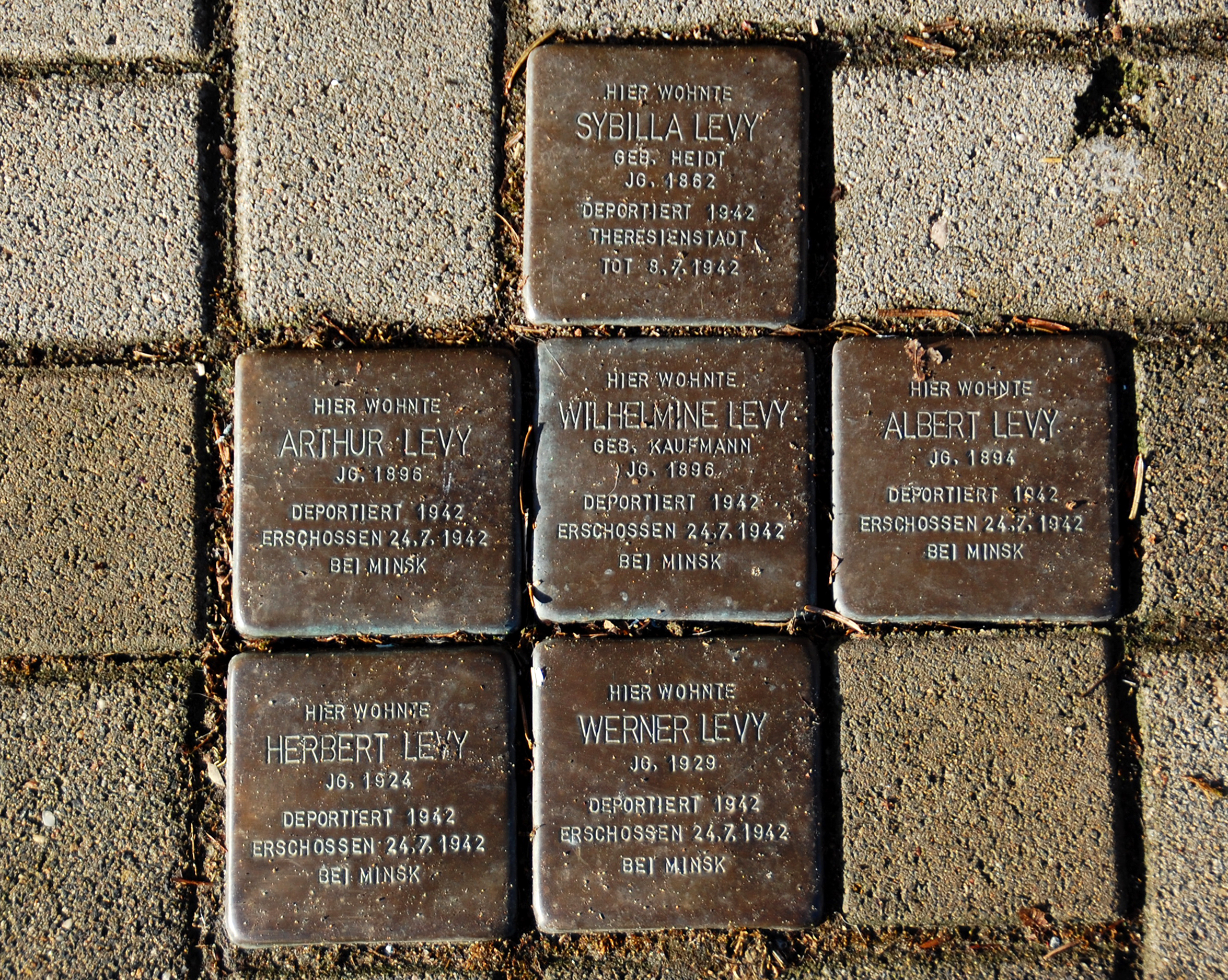
Stolpersteine für die Familien Levy in Kendenich, Fischenicher Straße 56
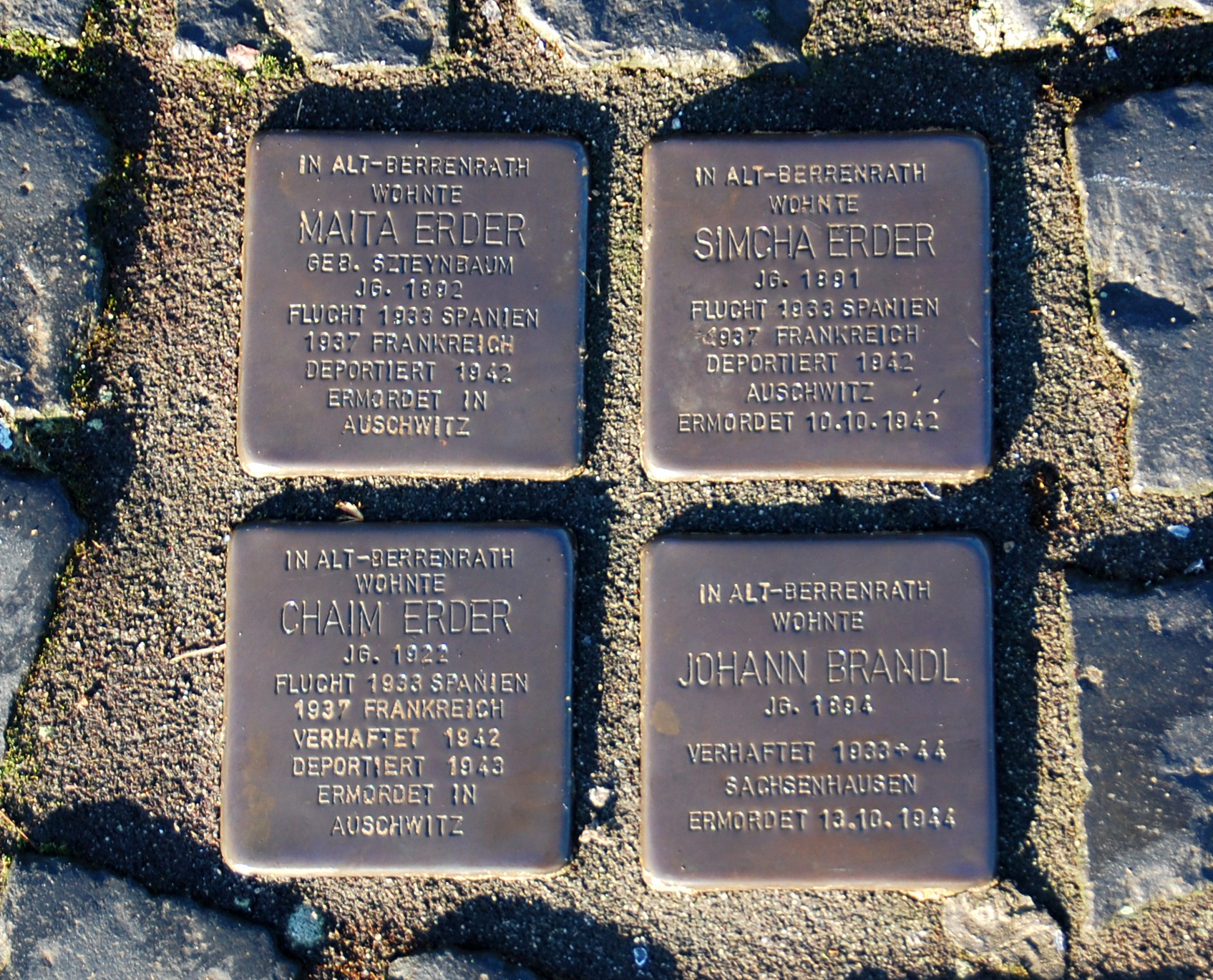
Stolpersteine für die Familie Erder und Johann Brandl am Wendelinusbrunnen in Berrenrath (alle wohnten im nicht mehr existierenden Alt-Berrenrath)
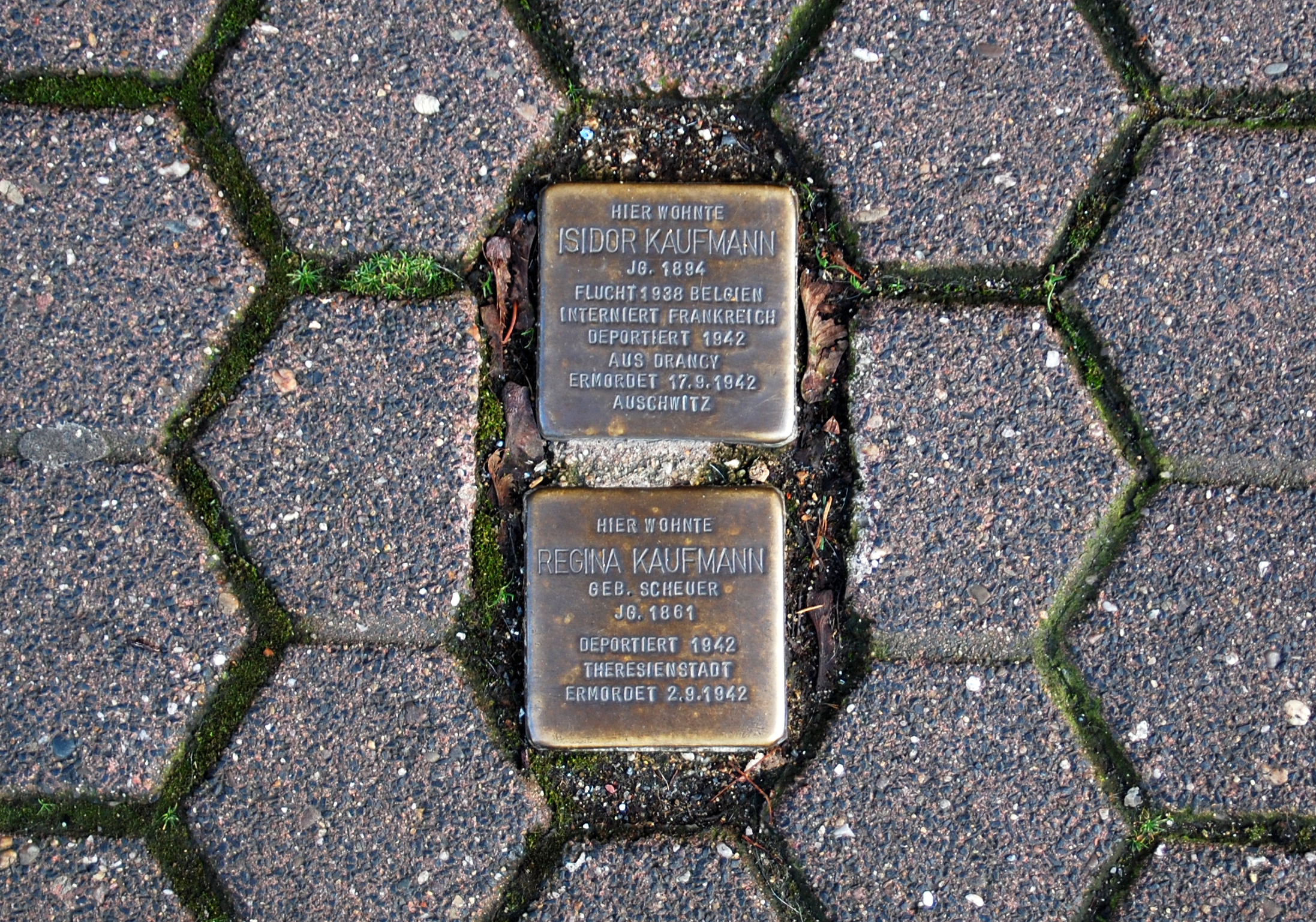
Stolpersteine für die Familie Kaufmann in Alt-Hürth, Pastoratstrasse 7
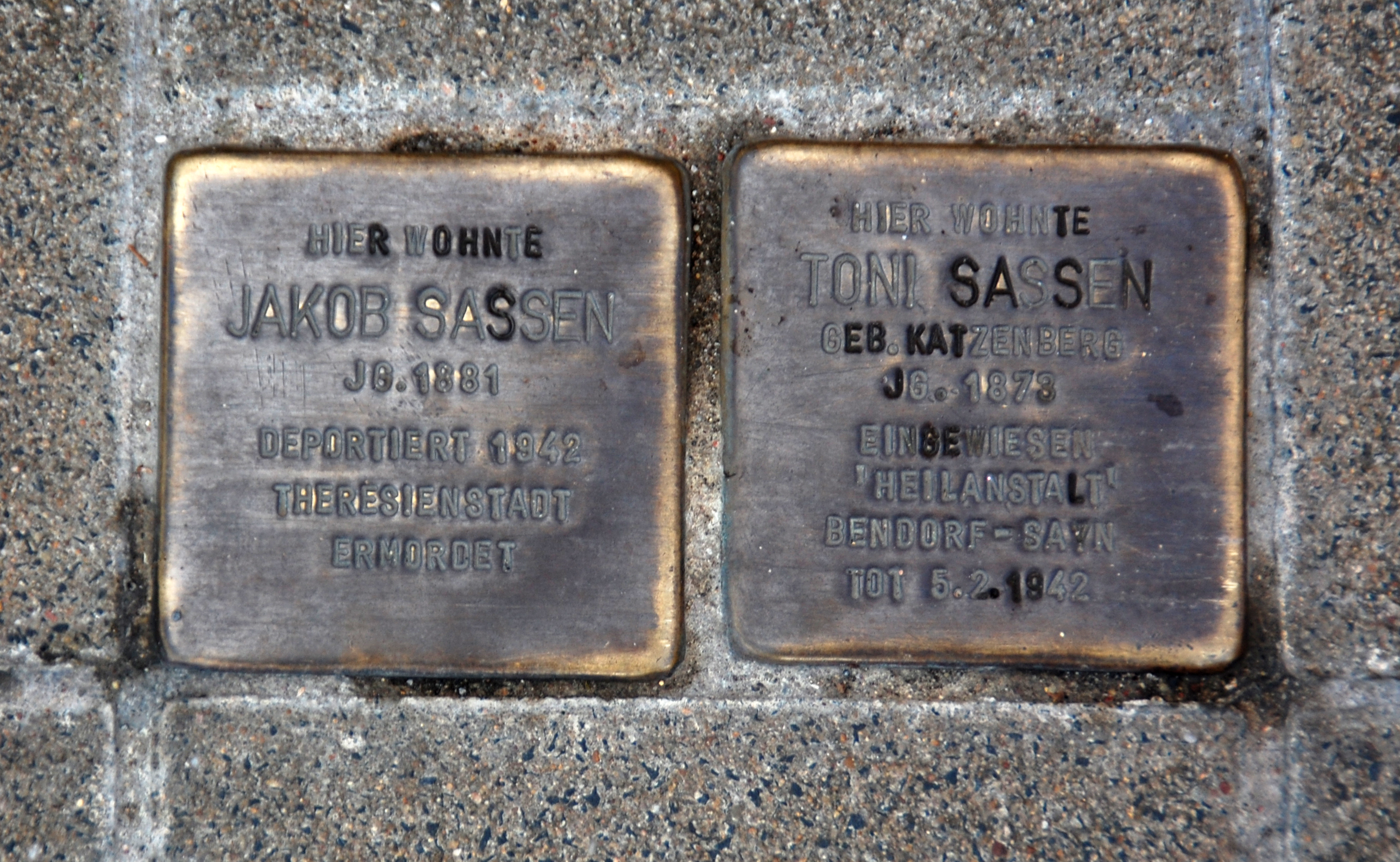
Stolpersteine für die Familie Sassen in Alt-Hürth, Duffesbachstraße 19

## Quelle
- Stolpersteine in Hürth auf der offiziellen Website der Stadt Hürth